# 39ª edizione dei Directors Guild of America Award
La 39ª edizione dei Directors Guild of America Award si è tenuta il 7 marzo 1987 al Sheraton Premiere Hotel di Los Angeles e al nightclub 4D di New York e ha premiato i migliori registi nel campo cinematografico, televisivo e pubblicitario del 1986.

## Cinema
- Oliver Stone – Platoon
- Woody Allen – Hannah e le sue sorelle (Hannah and Her Sisters)
- Randa Haines – Figli di un dio minore (Children of a Lesser God)
- James Ivory – Camera con vista (A Room with a View)
- Rob Reiner – Stand by Me - Ricordo di un'estate (Stand by Me)

## Televisione

### Serie drammatiche
- Will Mackenzie – Moonlighting per l'episodio La bisbetica quasi domata (Atomic Shakespeare)
- Donald Petrie – L.A. Law - Avvocati a Los Angeles (L.A. Law) per l'episodio La farfalla di Venere[4] (The Venus Butterlfy)
- Mark Tinker – A cuore aperto (St. Elsewhere) per l'episodio After Life

### Serie commedia
- Terry Hughes – Cuori senza età (The Golden Girls) per l'episodio Isn't It Romantic
- James Burrows – Cin cin (Cheers) per l'episodio Tan N' Wash
- Paul Lynch – Moonlighting per l'episodio Un destro un po' sinistro (Symphony in Knocked Flat)

### Film tv e miniserie
- Lee Grant – A un passo dalla follia (Nobody's Child)
- Gregory Hoblit – L.A. Law - Avvocati a Los Angeles (L.A. Law) per l'episodio-pilota Vendere fumo[5] (Pilot)
- George Schaefer – Soli contro tutti (Mrs. Delafield Wants to Marry)

### Serie televisive quotidiane
- Catlin Adams – ABC Afterschool Specials per l'episodio Wanted: The Perfect Guy
- Leslie Hill – CBS Schoolbreak Special per l'episodio God, The Universe and Hot Fudge Sundaes
- Donald Petrie – CBS Schoolbreak Special per l'episodio Have You Tried Talking to Patty?

### Documentari e trasmissioni d'attualità
- Perry Miller Adato – American Masters per la puntata Eugene O'Neill: A Glory of Ghosts
- Kyle Good – 48 Hours on Crack Street
- David Heeley – The Spencer Tracy Legacy: A Tribute by Katharine Hepburn

### Trasmissioni musicali e d'intrattenimento
- Walter C. Miller – Liberty Weekend
- Emile Ardolino – Great Performances per la puntata Choreography by Jerome Robbins with the New York City Ballet
- Dwight Hemion – Neil Diamond... Hello Again

### Trasmissioni sportive
- Harry J. Coyle – World Series 1986
- Andy Kindle e David Michaels – 73ª edizione del Tour de France
- Doug Wilson – 1986 U.S. Figure Skating Championships

## Pubblicità
- Joe Pytka – spot per John Hancock Financial (Brothers), Henry Weinhard's (Chuck Wagon), Pepsi-Cola (Floats)
- Jeremiah S. Chechik – spot per Connecticut Bank (Clock Tower), Michelob (Tonight, Tonight), AT&T (Wave)
- Leslie Dektor – spot per Levi's (Celebration; Blue Cross; Gallstones), Home Savings of America (Harold Arlund), SecureHorizons (Harry's Neighborhood)
- Richard Levine – spot per Pacific Bell (Father & Son), Wells Fargo (Grass Valley), E & J Gallo Winery (Weddings)
- Sidney Myers – spot per United Way Worldwide (American Way; Family in Crisis; Youth in Crisis), Bell Atlantic (Beauty Parlor; Girl Trouble; Jazzman)

## Premi speciali

### Premio D.W. Griffith
- Elia Kazan

### Premio Frank Capra
- Henry E. Brill